# Villers-Bocage (Calvados)
Villers-Bocage és un municipi francès situat al departament de Calvados i a la regió de Normandia. L'any 2007 tenia 2.894 habitants.

## Demografia

### Població
El 2007 la població de fet de Villers-Bocage era de 2.894 persones. Hi havia 1.208 famílies de les quals 407 eren unipersonals (130 homes vivint sols i 277 dones vivint soles), 387 parelles sense fills, 341 parelles amb fills i 73 famílies monoparentals amb fills.
La població ha evolucionat segons el següent gràfic:
Habitants censats

### Habitatges
El 2007 hi havia 1.291 habitatges, 1.224 eren l'habitatge principal de la família, 4 eren segones residències i 62 estaven desocupats. 841 eren cases i 442 eren apartaments. Dels 1.224 habitatges principals, 459 estaven ocupats pels seus propietaris, 749 estaven llogats i ocupats pels llogaters i 16 estaven cedits a títol gratuït; 53 tenien una cambra, 163 en tenien dues, 306 en tenien tres, 338 en tenien quatre i 363 en tenien cinc o més. 779 habitatges disposaven pel capbaix d'una plaça de pàrquing. A 637 habitatges hi havia un automòbil i a 373 n'hi havia dos o més.

### Piràmide de població
La piràmide de població per edats i sexe el 2009 era:
| Homes | Edats   | Dones |
| ----- | ------- | ----- |
| 4     | 95 o +  | 16    |
| 8     | 90 a 94 | 44    |
| 12    | 85 a 89 | 64    |
| 24    | 80 a 84 | 68    |
| 52    | 75 a 79 | 72    |
| 56    | 70 a 74 | 108   |
| 84    | 65 a 69 | 84    |
| 68    | 60 a 64 | 76    |
| 24    | 55 a 59 | 20    |
| 108   | 50 a 54 | 92    |
| 104   | 45 a 49 | 80    |
| 72    | 40 a 44 | 96    |
| 112   | 35 a 39 | 84    |
| 88    | 30 a 34 | 76    |
| 132   | 25 a 29 | 104   |
| 96    | 20 a 24 | 88    |
| 124   | 15 a 19 | 68    |
| 72    | 10 a 14 | 64    |
| 80    | 5 a 9   | 56    |
| 108   | 0 a 4   | 72    |

## Economia
El 2007 la població en edat de treballar era de 1.717 persones, 1.322 eren actives i 395 eren inactives. De les 1.322 persones actives 1.191 estaven ocupades (640 homes i 551 dones) i 131 estaven aturades (49 homes i 82 dones). De les 395 persones inactives 136 estaven jubilades, 128 estaven estudiant i 131 estaven classificades com a «altres inactius».

### Ingressos
El 2009 a Villers-Bocage hi havia 1.251 unitats fiscals que integraven 2.871,5 persones, la mediana anual d'ingressos fiscals per persona era de 16.246 €.

### Activitats econòmiques
Dels 195 establiments que hi havia el 2007, 2 eren d'empreses extractives, 8 d'empreses alimentàries, 1 d'una empresa de fabricació de material elèctric, 9 d'empreses de fabricació d'altres productes industrials, 9 d'empreses de construcció, 54 d'empreses de comerç i reparació d'automòbils, 8 d'empreses de transport, 15 d'empreses d'hostatgeria i restauració, 1 d'una empresa d'informació i comunicació, 12 d'empreses financeres, 7 d'empreses immobiliàries, 18 d'empreses de serveis, 31 d'entitats de l'administració pública i 20 d'empreses classificades com a «altres activitats de serveis».
Dels 57 establiments de servei als particulars que hi havia el 2009, 1 era una oficina d'administració d'Hisenda pública, 1 gendarmeria, 1 oficina de correu, 6 oficines bancàries, 2 funeràries, 7 tallers de reparació d'automòbils i de material agrícola, 1 taller d'inspecció tècnica de vehicles, 2 autoescoles, 2 paletes, 1 guixaire pintor, 1 fusteria, 3 lampisteries, 9 perruqueries, 2 veterinaris, 12 restaurants, 3 agències immobiliàries i 3 tintoreries.
Dels 30 establiments comercials que hi havia el 2009, 3 eren supermercats, 2 grans superfícies de material de bricolatge, 1 una gran superfície de material de bricolatge, 4 fleques, 2 carnisseries, 2 llibreries, 8 botigues de roba, 1 una botiga de roba, 1 una botiga d'equipament de la llar, 1 una botiga de mobles, 2 drogueries, 1 una perfumeria i 2 floristeries.
L'any 2000 a Villers-Bocage hi havia 6 explotacions agrícoles que ocupaven un total de 42 hectàrees.

## Equipaments sanitaris i escolars
El 2009 hi havia 2 farmàcies i 1 ambulància.
El 2009 hi havia 1 escola maternal i 1 escola elemental. Villers-Bocage disposava d'un col·legi d'educació secundària amb 533 alumnes.

## Poblacions més properes
El següent diagrama mostra les poblacions més properes.